# Krackow
Krackow é um município da Alemanha localizado no distrito de Vorpommern-Greifswald, estado de Mecklemburgo-Pomerânia Ocidental.
Pertence ao Amt de Löcknitz-Penkun.